# Iglesia fría
Se llama iglesia fría al derecho que obtenía en la antigüedad el que se acogía a la iglesia y no había sido restituido. 
Por el mismo, se eximían o aminoraban las penas a que se hubieren hecho acreedor, aun cuando su delito fuera leve, pues el ampararse en tal inmunidad lo hacían muchas veces con objeto de alegar este derecho cuando llegaban a cometer delitos graves. Algunos criminales procuraban dolosamente el que los estrajeran de sagrado, de cuyas penas eran absueltos sin ser restituidos a la iglesia; y cometiendo nuevos y graves crímenes, se amparaban de aquel aunque hubieren sido cogidos fuera del lugar inmune. Esta práctica abusiva y perjudicial que fue admitida en algunas partes con grave daño de la humanidad, fue abolida por el art. 3° del Concordato celebrado entre las cortes de Roma y España en 26 de septiembre de 1737 y ratificado por el Breve de Clemente XII en 14 de noviembre del mismo año (Ley 4 y nota 7.ª, tit. 4, lib. 1.º de la Novísima Recopilación.)